# Hemicordulia chrysochlora
Hemicordulia chrysochlora – gatunek ważki z rodziny szklarkowatych (Corduliidae). Występuje na indonezyjskiej wyspie Sumba wchodzącej w skład Małych Wysp Sundajskich. Opisał go Maurits Lieftinck w 1953 roku.